# Neourbanesimo

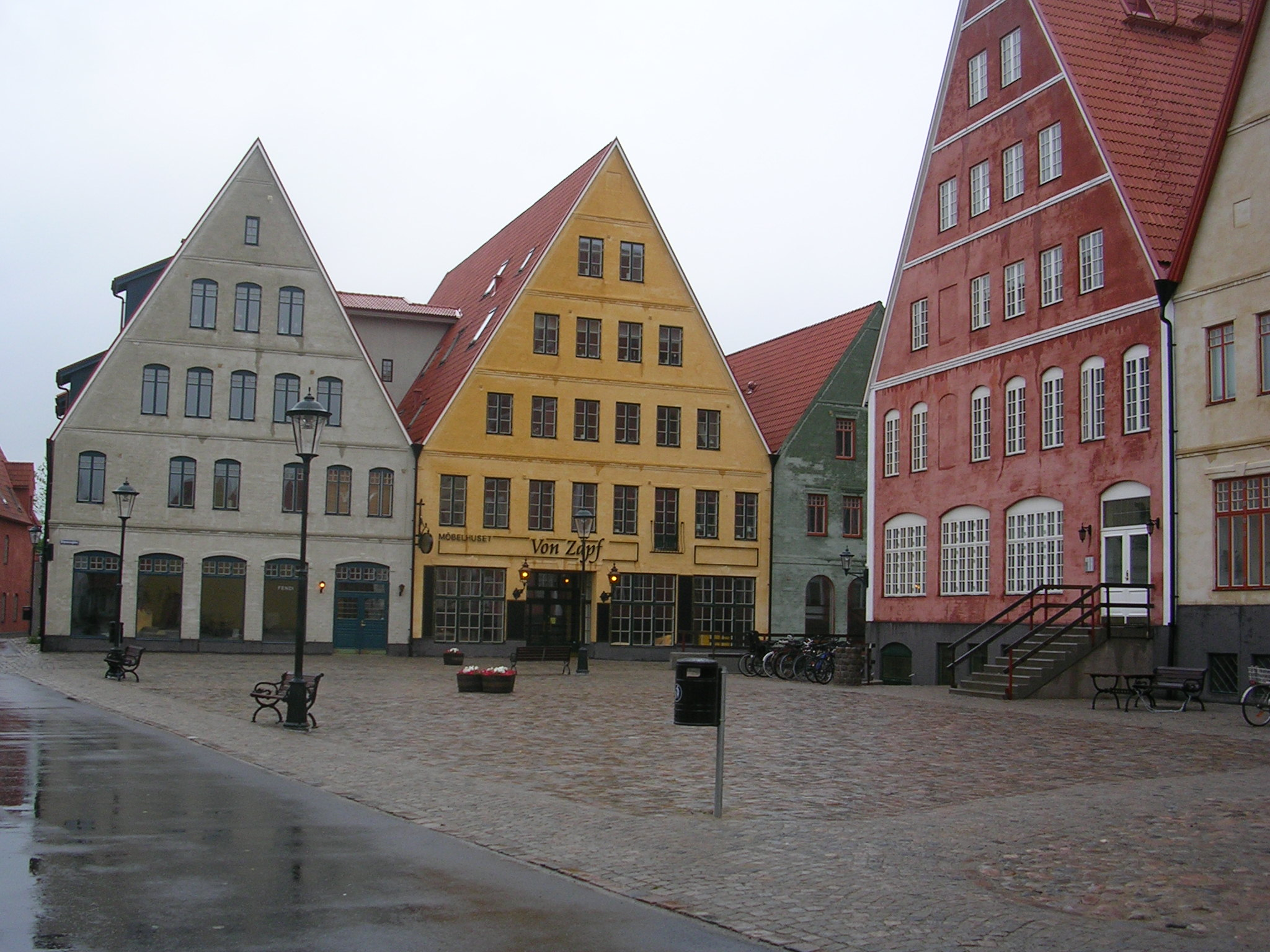
Jakriborg in Svezia

Il neourbanesimo (in inglese new urbanism) è un movimento urbanistico che promuove i quartieri pedonali che contengono mix di destinazioni d'uso urbanistiche. Sviluppatosi negli Stati Uniti a partire dal 1980 continua a riformare molti aspetti dello sviluppo del settore immobiliare e della progettazione urbana.
Il neourbanesimo è fortemente legato all'ambientalismo, alla sostenibilità e alla bioarchitettura, può includere una progettazione neo-tradizionale, il transit-oriented development (TDO) e il New pedestrianism. Il Nuovo urbanesimo è una re-invenzione della vecchia urbanistica, vista comunemente legata con l'avvento dell'era delle automobili, tramite l'adozione di schemi incentrati sulla viabilità pedonale.

## Storia

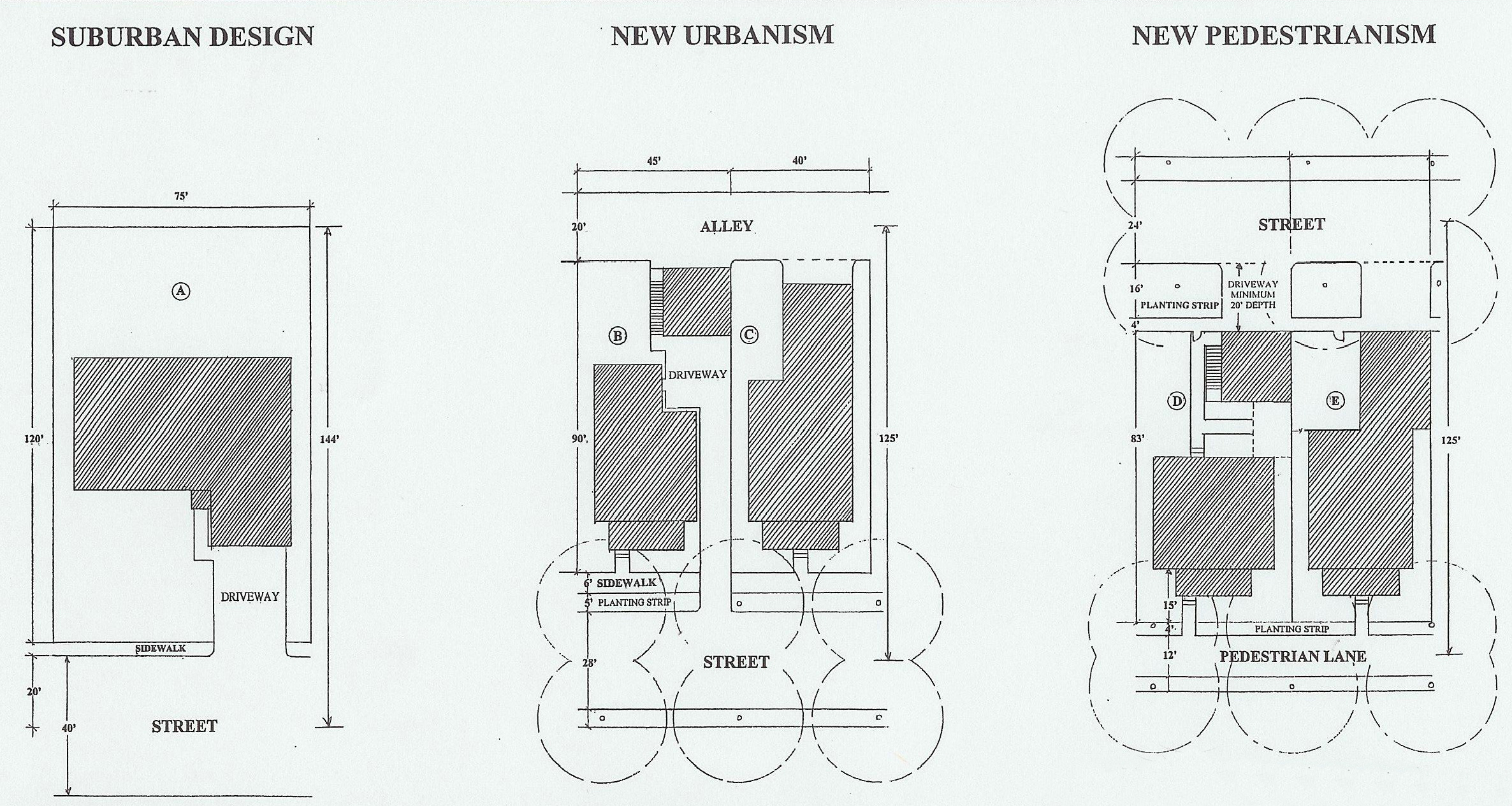
Comparazione di modelli urbani tra diverse teorie urbanistiche

La prima città costruita secondo i canoni del neourbanesimo è stata Seaside (Florida), dallo studio Duany Plater-Zyberk & Company nel 1983. Il movimento si è allargato grazie alla convergenza della scuola di Miami, legata alla locale università di architettura, con quella della West Coast e con la nascita del Congress for the New Urbanism (CNU) fondato nel 1993.
Soprattutto negli Stati Uniti il movimento ha avuto modo di creare numerose città di nuova fondazione e progetti per aree degradate: Miami, Portland, Boston, Los Angeles, Milwaukee, Phoenix, Toronto e Charleston. In Europa è rappresentato dal Rinascimento urbano sviluppatosi a partire dal 1992 per iniziativa di Maurice Culot, Léon Krier e Gabriele Tagliaventi.

## Principi
Il neourbanesimo sviluppa un modello antagonista al convenzionale modello dettato dalla politica modernista basato sull'uso dell'automobile e identificato come espansione nella città diffusa in grattacielo - autostrada - villetta - ipermercato. Il modello avanzato dal movimento sostiene che la città tradizionale, con il suo mix di funzioni, la densità, l'integrazione di diversi sistemi di trasporto, costituisce un modo molto più efficiente di sviluppare una comunità vivace e ricca di interazioni culturali.

Le strategie del neourbanesimo sono volte alla riduzione della congestione stradale, della cementificazione e alla conversione delle aree urbane. La Carta del neourbanesimo prevede strategie mirate anche alla conservazione storica, la sicurezza stradale, alla bioedilizia e allo sviluppo di aree dismesse. L'approccio del movimento è sensibile ai valori regionali ed ai materiali e alle forme locali, favorendo la realizzazione di un'architettura non astratta ma diversificata ispirata alla realtà locale.

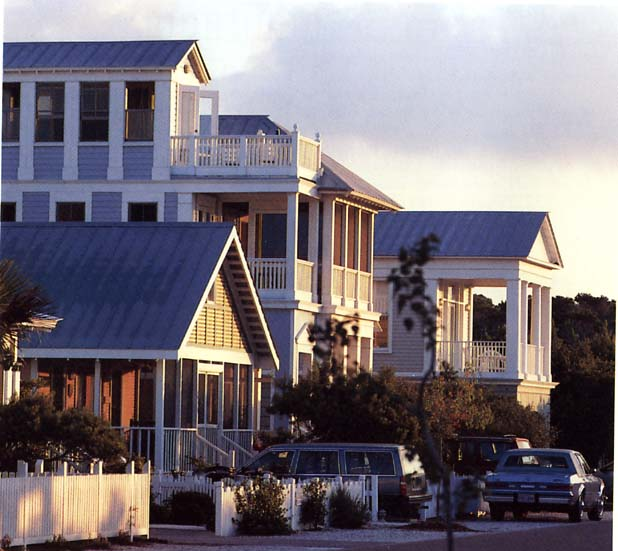
Seaside (Florida), il corso principale

## Diffusione

### Stati Uniti d'America
A metà degli anni novanta, il Dipartimento della casa e dello sviluppo urbano degli Stati Uniti (HUD) adottò i principi del neourbanesimo nei suoi contratti multi milionari per la ricostruzione di edifici pubblici. Molti progettisti del neourbanesimo hanno realizzato centinaia di progetti negli Stati Uniti, la maggior parte dei quali spinti dal settore privato.

### Altre nazioni
In Europa il movimento del "neourbanesimo" coincide con il movimento di Rinascimento urbano. Entrambi i movimenti hanno tempi di sviluppo e principi comuni. Nel Regno Unito i principi del neourbanesimo americano ed europeo sono stati praticati e sviluppati dalla The Prince's Foundation for the Built Environment. Altre organizzazioni che hanno promosso il neourbanesimo o parte di esso sono INTBAU e A vision of Europe.
In Italia i principi del movimento sono stati utilizzati nel progetto di Borgo Città Nuova ad Alessandria, realizzato dagli architetti Gabriele Tagliaventi e Léon Krier. Un altro caso è la sistemazione del centro storico di Fornovo di Taro a opera di Pier Carlo Bontempi.
I maggiori sviluppi dei principi del neourbanesimo nel mondo, più o meno estesi:
- Val d'Europe, ad est di Parigi, Francia. Sviluppata da Disneyland Paris.
- Orchid Bay, Belize. È uno dei più grandi progetti del neourbanesimo dell'America Centrale e dei Caraibi.
- Alta de Lisboa (progetto), a nord di Lisbona, Portogallo. È uno dei più grandi progetti di neourbanesimo in Europa.
- Jakriborg, nel sud della Svezia. È un recente esempio del movimento del neourbanesimo.

### Architetti e urbanisti
- Christopher Alexander
- Duany Plater-Zyberk & Company
- Léon Krier
- Gabriele Tagliaventi

### Località
- Seaside
- Poundbury
- Greenbelt

### Temi
- Architettura complementare
- Rinascimento Urbano
- Auto condivisa
- Gentrificazione
- Arredo urbano
- Movimento Car-free
- Nuova architettura classica
- Piazza telematica
- Prevenzione del crimine attraverso la progettazione ambientale
- Strada completa
- Vitalità urbana